# Ministrymon clytie
Ministrymon clytie is een vlinder uit de familie van de Lycaenidae. De wetenschappelijke naam van de soort werd in 1877 gepubliceerd door Edwards.

## Synoniemen
- Thecla maevia Godman & Salvin, 1887
- Strymon daplissus Johnson & Salazar, 1993